# Schlesisches Wörterbuch
Das Schlesische Wörterbuch von Walther Mitzka ist ein großlandschaftliches alphabetisches Wörterbuch der schlesischen Dialekte in Schlesien in heutiger und historischer Zeit. Erarbeitet wurde das dreibändige Wörterbuch ab 1956.
Das Wörterbuch dokumentiert den „volkssprachlichen“ Wortschatz; schriftliche Zeugnisse aus Vergangenheit und Gegenwart sowie sondersprachliches Wortgut wurden nicht aufgenommen. Im Gegensatz zu anderen großlandschaftlichen Wörterbüchern verzichtete Mitzka auch darauf, volkskundliche und namenkundliche Aspekte aufzunehmen.
Die Lemmata wurden in standarddeutscher Lautung beziehungsweise in einer dieser angenäherten Form angesetzt. Die Grundlagen der Sammlung bildeten das gedruckte Schrifttum, 71 an Mundartsprecher versandte Wörterlisten zu je 60 Stichwörtern sowie persönliche Befragungen. Insgesamt beteiligten sich so über 1250 Mundartsprecher, die zur Zeit der Befragungen allerdings außerhalb Schlesiens wohnten. Zahlreiche Karten veranschaulichen die Wort- und Lautgeographie, wobei die großen Karten dem Deutschen Wortatlas entnommen sind, die kleinen hingegen meist Ergebnisse der Wörterlisten sind.
Als ein Vorläufer gelten die Beiträge zu einem schlesischen Wörterbuche von Karl Weinhold, die von 1855 bis 1865 erstellt worden sind.